# 大果黄杉
大果黄杉（学名：Pseudotsuga macrocarpa），为松科黄杉属下的一个种。